# Friesodielsia acuminata
Friesodielsia acuminata là loài thực vật có hoa thuộc họ Na. Loài này được (Merr.) Steenis mô tả khoa học đầu tiên năm 1964.